# Edições de Angels Fall First

Capa do álbum Angels Fall First.

Angels Fall First é o álbum de estreia da banda finlandesa de metal sinfônico Nightwish, lançado em 1997 pela Spinefarm Records. A edição limitada (da qual apenas 500 cópias foram lançadas), contém somente sete faixas, dentre elas, duas não integram a edição regular. Atualmente, Angels Fall First já vendeu mais de 36 mil cópias na Finlândia.
Embora o single "The Carpenter" tenha alcançado a terceira posição nas paradas de singles finlandeses, o Nightwish não conseguiu obter sucesso nacional até o lançamento de seu segundo álbum, Oceanborn.
Os vocais masculinos ouvidos em "Beauty and the Beast", "Astral Romance" e "Once Upon a Troubadour" são cantados por Tuomas Holopainen, bem como os sussurros no início da versão demo de "Etiäinen". Após este álbum, Holopainen nunca cantou em um álbum novamente porque ele achou que não era bom o bastante. Contudo, ele fez alguns vocais de fundo em "Moondance" de Oceanborn, e "Master Passion Greed" do Dark Passion Play.

## Demo
|    | Título              | Compositor        | Duração |
| -- | ------------------- | ----------------- | ------- |
| 1. | "Astral Romance"    | Tuomas Holopainen | 5:12    |
| 2. | "Angels Fall First" | Holopainen        | 5:34    |
| 3. | "The Carpenter"     | Holopainen        | 5:57    |

## Edição regular
| #   | Título                                 | Compositor | Duração |
| --- | -------------------------------------- | ---------- | ------- |
| 1.  | "Elvenpath"                            | Holopainen | 4:40    |
| 2.  | "Beauty and the Beast"                 | Holopainen | 6:24    |
| 3.  | "The Carpenter"                        | Holopainen | 5:57    |
| 4.  | "Astral Romance"                       | Holopainen | 5:12    |
| 5.  | "Angels Fall First"                    | Holopainen | 5:34    |
| 6.  | "Tutankhamen"                          | Holopainen | 5:31    |
| 7.  | "Nymphomaniac Fantasia"                | Holopainen | 4:47    |
| 8.  | "Know Why the Nightingale Sings"       | Holopainen | 4:14    |
| 9.  | "Lappi (Lapland)"                      | Holopainen | 9:20    |
| 10. | "Once Upon a Troubadour" (faixa bônus) | Holopainen | 5:21    |
| 11. | "A Return to the Sea" (faixa bônus)    | Holopainen | 5:48    |

## Edição limitada original
|     | Título                                          | Compositor | Duração |
| --- | ----------------------------------------------- | ---------- | ------- |
| 1.  | "Astral Romance"                                | Holopainen | 5:12    |
| 2.  | "Angels Fall First"                             | Holopainen | 4:34    |
| 3.  | "The Carpenter"                                 | Holopainen | 5:57    |
| 4.  | "Nymphomaniac Fantasia"                         | Holopainen | 4:47    |
| 5.  | "A Return to the Sea"                           | Holopainen | 5:48    |
| 6.  | "Once Upon a Troubadour"                        | Holopainen | 5:21    |
| 7.  | "Lappi (Lapland): I. Erämaajärvi"               | Holopainen | 2:15    |
| 8.  | "Lappi (Lapland): II. Witchdrums"               | Holopainen | 1:18    |
| 9.  | "Lappi (Lapland): III. This Moment Is Eternity" | Holopainen | 3:12    |
| 10. | "Lappi (Lapland): Etiäinen"                     | Holopainen | 2:32    |

## Edição americana (2001)
| #   | Título                                          | Compositor | Duração |
| --- | ----------------------------------------------- | ---------- | ------- |
| 1.  | "Elvenpath"                                     | Holopainen | 4:40    |
| 2.  | "Beauty and the Beast"                          | Holopainen | 6:24    |
| 3.  | "The Carpenter"                                 | Holopainen | 5:57    |
| 4.  | "Astral Romance"                                | Holopainen | 5:12    |
| 5.  | "Angels Fall First"                             | Holopainen | 5:34    |
| 6.  | "Tutankhamen"                                   | Holopainen | 5:31    |
| 7.  | "Nymphomaniac Fantasia"                         | Holopainen | 4:47    |
| 8.  | "Know Why the Nightingale Sings"                | Holopainen | 4:14    |
| 9.  | "Lappi (Lapland): I. Erämaajärvi"               | Holopainen | 2:15    |
| 10. | "Lappi (Lapland): II. Witchdrums"               | Holopainen | 1:18    |
| 11. | "Lappi (Lapland): III. This Moment Is Eternity" | Holopainen | 3:12    |
| 12. | "Lappi (Lapland): Etiäinen"                     | Holopainen | 2:32    |

## Edição emvinyl picture disc(2004)
|    | Título                                    | Compositor | Duração |
| -- | ----------------------------------------- | ---------- | ------- |
| 1. | "Elvenpath" (lado A)                      | Holopainen | 4:40    |
| 2. | "Beauty and the Beast" (lado A)           | Holopainen | 6:24    |
| 3. | "The Carpenter" (lado A)                  | Holopainen | 5:57    |
| 4. | "Astral Romance" (lado B)                 | Holopainen | 5:12    |
| 5. | "Angels Fall First" (lado B)              | Holopainen | 5:34    |
| 6. | "Tutankhamen" (lado B)                    | Holopainen | 5:31    |
| 7. | "Nymphomaniac Fantasia" (lado C)          | Holopainen | 4:47    |
| 8. | "Know Why the Nightingale Sings" (lado C) | Holopainen | 4:14    |
| 9. | "Lappi (Lapland)" (lado D)                | Holopainen | 9:20    |

## Edição japonesa (2004)
|     | Título                                       | Compositor | Duração |
| --- | -------------------------------------------- | ---------- | ------- |
| 1.  | "Elvenpath"                                  | Holopainen | 4:40    |
| 2.  | "Beauty and the Beast"                       | Holopainen | 6:24    |
| 3.  | "The Carpenter"                              | Holopainen | 5:57    |
| 4.  | "Astral Romance"                             | Holopainen | 5:12    |
| 5.  | "Angels Fall First"                          | Holopainen | 5:34    |
| 6.  | "Tutankhamen"                                | Holopainen | 5:31    |
| 7.  | "Nymphomaniac Fantasia"                      | Holopainen | 4:47    |
| 8.  | "Know Why the Nightingale Sings"             | Holopainen | 4:14    |
| 9.  | "Lappi (Lapland)"                            | Holopainen | 9:20    |
| 10. | "A Return to the Sea"                        | Holopainen | 5:48    |
| 11. | "Swanheart" (faixa bônus ao vivo)            | Holopainen |         |
| 12. | "Deep Silent Complete" (faixa bônus ao vivo) | Holopainen |         |
| 13. | "Dead Boy's Poem" (faixa bônus ao vivo)      | Holopainen |         |

## Edição da Spinefarm EUA/RU (2008)
|     | Título                                          | Compositor | Duração |
| --- | ----------------------------------------------- | ---------- | ------- |
| 1.  | "Elvenpath"                                     | Holopainen | 4:40    |
| 2.  | "Beauty and the Beast"                          | Holopainen | 6:24    |
| 3.  | "The Carpenter"                                 | Holopainen | 5:57    |
| 4.  | "Astral Romance"                                | Holopainen | 5:12    |
| 5.  | "Angels Fall First"                             | Holopainen | 5:34    |
| 6.  | "Tutankhamen"                                   | Holopainen | 5:31    |
| 7.  | "Nymphomaniac Fantasia"                         | Holopainen | 4:47    |
| 8.  | "Know Why the Nightingale Sings"                | Holopainen | 4:14    |
| 9.  | "Lappi (Lapland): I. Erämaajärvi"               | Holopainen | 2:15    |
| 10. | "Lappi (Lapland): II. Witchdrums"               | Holopainen | 1:18    |
| 11. | "Lappi (Lapland): III. This Moment Is Eternity" | Holopainen | 3:12    |
| 12. | "Lappi (Lapland): Etiäinen"                     | Holopainen | 2:32    |
| 13. | "A Return to the Sea" (faixa bônus)             | Holopainen | 5:48    |
| 14. | "Nightwish" (faixa bônus)                       | Holopainen | 5:52    |
| 15. | "The Forever Moments" (faixa bônus)             | Holopainen | 5:38    |
| 16. | "Etiäinen" (faixa bônus)                        | Holopainen | 3:00    |